# IV. Valdemár dán király
IV. Valdemár Christoffersson vagy Pirkasztó Valdemár (dánul: Valdemar Atterdag), (1321 – 1375. október 24.) dán király 1340-től haláláig. Országát az idegen befolyás rövid időszaka után saját uralma alatt egyesítette. Erélyes és okos uralkodó volt, aki az elveszett dán birtokokat (Skåne, Halland, Blekinge) visszahódította, és emellett még az egyház és nemesség támogatását is élvezte. Erőszakos külpolitikája miatt azonban konfliktusba került Svédországgal, az északnémet fejedelemségekkel és a Hanza-szövetség északnémet kereskedelmi központjaival.
II. Kristóf legifjabb fiaként született. 1328-tól Bajor Lajos udvarában nevelkedett. 1338-ban elhagyta a császári udvart, majd a császár és Brandenburgi Lajos őrgróf segítségével diplomáciai konfliktusba kezdett, hogy kiragadja a Dánia fölötti uralmat Gerhard és Szelíd János holsteini grófok kezéből. Miután Gerhradot 1340-ben meggyilkolták, Valdemár egyezségre jutott Jánossal, és elismertette magát Dánia királyának. Hedviggel, Schleswig hercegének nővérével kötött házasságot, amellyel megszerezte Észak-Jütlandot, és hatalmát kiterjesztette a fennmaradt szövetséges dán vidékekre is. Az adók emeléséből és Észtország eladásából (1346) befolyó pénzt arra használta fel, hogy felügyelete alá vonja Sjællandot, valamint Fyn szigete és Jütland nagy részét. 1349-ben beavatkozott az északnémet politikába, szembeszállt IV. Károly német király (majd császár) kísérletével, hogy elmozdítsa Valdemár szövetségesét, Brandenburgi Lajost, és Rügent és Rostockot kivonja dán fennhatóság alól. Miután felszabadította Lajosnak még oly távoli birtokait is, mint Berlin, Valdemár megbékítette Lajost Károllyal (1350) és helyreállította Rügenben és Rostockban a dán uralmat. Dániába visszatérve felkelés fogadta (1350), az első azoknak a lázadásoknak a sorában, amelyeket az uralkodó személyében összpontosuló óriási hatalom váltott ki. A forrongások lecsillapodtával 1360-ban összeült az országgyűlés, hogy megszilárdítsa békét, és kölcsönösen meghatározza az uralkodó és az alattvalói jogait és kötelességeit.
Valdemár azzal fejezte be édesapja királyságának újraegyesítését, hogy 1360-ban visszanyerte Skånét a svédektől. A következő évben meghódította Gotlandot, a szigeten fekvő gazdag várossal, Visbyvel együtt és Dániához csatolta Ölandot is. Ezzel szilárdan megvetette a lábát a balti-tengeri kereskedelemben, és kivívta maga ellen a Hanza-szövetség, Svédország Mecklenburg, Holstein és a függetlenedni vágyó jüt nemesség erős szövetségét, amely 1368-ban komoly vereséget mért rá Valdemárt pedig menekülésre kényszerítette. Mialatt a király hosszabb ideig külföldön időzött, a távolmaradását zokon vevő rendek saját felelősségükre megkötötték a Hanzával a Dánia számára kedvezőtlen, sőt megalázó stralsundi békeszerződést (1370), amely előjogokat biztosított a Hanzának, de a Dán Királyságot érintetlenül hagyta. Valdemár leánya, Margit 1363-ban hozzáment VI. Haakon norvég királyhoz, s ezzel lehetővé vált Dánia és Norvégia egyesítése, ami 1380-tól egészen 1814-ig fennmaradt. Valdemárt halála után, Olaf Haakonsson (Margitnak és VI. Haakonnak a fia) követte a trónon, aki édesapja halála (1380) után Norvégiát is Dániához csatolta. 

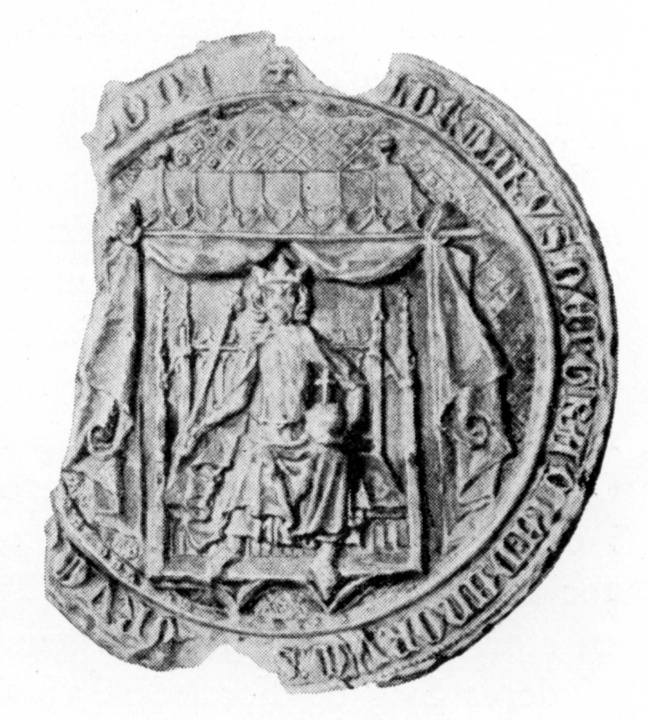
IV. Valdemár királyi pecsétje

## Gyermekei
Valdemár 1340. június 4-én házasodott össze Schleswigi Heilwiggel (? – 1374), aki hat gyermeket szült férjének:
- Kristóf (1341 – 1363. június 11.)
- Margit (1345 – 1350)
- Ingeborg (1347. április 1. – 1370. június 16. előtt) ∞ Mecklenburg-Schwerini III. Henrik (1337 – 1383)
- Katalin (1349 − fiatalon)
- Valdemár (1350 – fiatalon)
- Margit (1353 – 1412. október 28.) ∞ VI. Haakon norvég király (1340 – 1380)